# Дедов, Александр
Александр Дедов (рум. Alexandru Dedov; 26 июля 1989, Кишинёв) — молдавский футболист, нападающий клуба «Зимбру».

## Биография
Воспитанник школы «Штефан чел Маре» (Кишинёв). В 15 лет на одном из турниров в Испании Александр Дедов обратил на себя внимание скаутов «Барселоны», которые по некоторым данным до сих пор следят за игроком. Летом 2007-го из детско-юношеской футбольной школы «Штефан чел Маре» перешёл в клуб-чемпион Латвии «Вентспилс». Несмотря на традиционно трудный для всех переход из детского во взрослый футбол, регулярно тренировался с основной командой чемпионов Латвии, набираясь опыта в матчах за дубль и в турнире Балтийской Лиги. Считается игроком основного состава, а главный тренер «Вентспилса» Роман Григорчук возлагает на Дедова большие надежды, считая его «игроком с сумасшедшими данными и потрясающей скоростью». Несмотря на большую конкуренцию, выиграл место в основном составе команды, стал забивать голы, 22 июля 2008 в матче против чемпиона Уэльса «Лланелли» состоялся дебют Дедова в Лиге чемпионов. В 2011 году Александр перешёл в «Шериф» (Тирасполь), 1 апреля 2013 года стало известно, что Дедов покидает тираспольскую команду.

## Карьера в сборной
За юношеские сборные Молдовы до 16 и до 19 лет Дедов провёл около 30 матчей, забил 11 голов, в том числе в отборочных матчах чемпионата Европы и чемпионата мира. 26 марта 2008 в возрасте 18 лет дебютировал за молодёжную сборную Молдавии в отборочном матче чемпионата Европы против сборной Израиля в Тель-Авиве. Отыграв второй тайм, был признан одним из лучших игроков в составе молдавской сборной, получил хорошие отзывы в прессе. В сентябре получил вызов на последний отборочный матч против Люксембурга. Через минуту после выхода на поле разыграл блестящую комбинацию и выложил партнеру мяч под удар. Был признан лучшим игроком матча и был персонально отмечен новым главным тренером. В ноябре в третьем своем матче Дедов праздновал свой первый гол за «молодёжку».

## Достижения
«Вентспилс»
- Чемпион Латвии (2): 2007, 2008
- Обладатель Кубка Латвии: 2007
- Победитель Балтийской лиги: 2010
- Финалист Кубка Латвии: 2008
- Финалист Балтийской Лиги: 2007

«Дачия»
- Чемпион Молдовы: 2010/11

«Шериф»
- Чемпион Молдовы: 2011/12

«Зимбру»
- Обладатель Суперкубка Молдавии: 2014